# Metrocle
Metrocle di Maronia (Maronia, ... – ...; fl. IV-III secolo a.C.) è stato un filosofo greco antico della scuola cinica.

## Biografia
Vissuto tra la seconda metà del IV secolo a.C. e la prima del III secolo a.C., Diogene Laerzio lo indica come l'unico maestro di sua sorella Ipparchia, letterata e filosofa .
Studiò presso il Liceo guidato da Teofrasto ma sembra che non si trovasse a suo agio nella scuola peripatetica che lasciò per divenire discepolo del cinico Cratete di Tebe, che sua sorella Ipparchia, mettendo da parte lo scandalo suscitato dal lasciare la sua nobile famiglia per seguire l'originale stile di vita del cinismo, volle a tutti i costi sposare minacciando di uccidersi se non le fosse stato consentito. Cratete non riuscendo a dissuaderla, 
Si racconta che Metrocle si rese ridicolo tra i suoi condiscepoli perché recitando un componimento gli sfuggì un peto e che per la vergogna provata aveva deciso di lasciarsi morire per fame. Allora il suo maestro Cratete per dissuaderlo mangiò una gran quantità di lupini e avvicinandosi a lui «diede libero il corso alla fermentazione di quei legumi e molto lepidamente mostrò che un peto non era disgrazia degna del suicidio».
Secondo la tradizione tra i seguaci di Metrocle vi fu Menippo.
Ecatone afferma che Metrocle, che visse da cinico dormendo d'inverno tra le pecore e d'estate nei vestiboli dei templi, prima di morire soffocandosi, bruciò tutti i suoi scritti, ma probabilmente si trattava degli appunti tratti dalle lezioni di Teofrasto perché la tradizione successiva, benché della sua opera ci sia pervenuto pochissimo, lo indica come l'iniziatore della pratica di comporre aneddoti morali Χρεῖαι (Motti giovevoli) come quelli relativi a Diogene che dovevano servire ai cinici per corroborare nelle discussioni le proprie tesi.